# Vertrag von Bila Zerkwa
Der Vertrag von Bila Zerkwa (polnisch Ugoda w Białej Cerkwi) wurde 1651 während des Chmelnyzkyj-Aufstands in Polen-Litauen zwischen dem polnisch-litauischen König Johann II. Kasimir, der von Mikołaj Potocki vertreten wurde, und den Kosaken unter Bohdan Chmelnyzkyj geschlossen.

## Vorgeschichte
Die Saporoger Kosaken waren mit der Union von Brest sowie mit der Beschränkung der registrierten Kosaken, die Sold von der polnischen Krone erhielten, unzufrieden. Sie wollten eine Aufstockung der registrieren Kosaken, eine Gleichberechtigung der orthodoxen Kirche und eine Vertreibung der Juden, die für die polnischen Magnaten die Abgaben eintrieben. Daher kam es seit dem 16. Jahrhundert immer wieder zu kleineren oder größeren Aufständen der Kosaken gegen die polnisch-litauischen Könige. 1648 brach der Chmelnyzkyj-Aufstand unter Bohdan Chmelnyzkyj aus, der einen persönlichen Groll gegen einige polnische Magnaten hegte, die ihn persönlich beleidigt hatten. Den Kosaken schlossen sich auch die Krimtataren an. Ein erster Vergleich von 1649 in Zboriv scheiterte an der Umsetzung und die Kampfhandlungen wurden fortgesetzt. Am 28. September 1651 kam es zur unentschiedenen Schlacht von Bila Zerkwa. Nach der Schlacht unterzeichneten Mikołaj Potocki für die polnisch-litauische Krone und Bohdan Chmelnyzkyj den neuen Friedensvertrag.

## Beschlüsse
Die Anzahl der registrierten Kosaken wurde von 40.000 auf 20.000 heruntergesetzt. Den Kosaken wurde es verboten, die Königsgüter in der
Woiwodschaft Kiew zu verlassen. Das Hetmanat sollte auf die Woidwoschaft Kiew begrenzt werden, die Woiwodschaften Bracław und Czernihów sollten nicht mehr dazugehören. Der katholische Adel sollte auf seine Güter im Hetmanat zurückkehren dürfen. Das Bündnis zwischen den Kosaken und den Krimtataren sollte aufgelöst werden, das Hetmanat sollte keine Außenpolitik mehr betreiben dürfen. Die Unierten sollten den Orthodoxen wieder gleichgestellt werden.

## Nachgang
Der polnische Sejm hat den Vertrag im 1652 beraten und war mehrheitlich für die Ratifizierung. Der Abgeordnete Władysław Wiktoryn Siciński aus Traken hat jedoch sein Veto eingelegt und der Sejm musste die Ratifizierung stoppen. Der Krieg wurde daher fortgesetzt und das königliche Heer erlitt zunächst eine Niederlage in der Schlacht bei Batoh, was die Karten in dem Konflikt neu mischte.